# 葛会波
葛会波（1961年10月—），辽宁本溪人，汉族，中华人民共和国政治人物、第十二届全国人民代表大会河北地区代表。

## 生平
毕业于沈阳农业大学，加入九三学社，担任九三学社中央委员、河北省委副主委、河北省林业局副局长。2008年，当选第十一届全国政协委员，代表九三学社，分入第十二组。2013年，被选为第十二届全国人大代表。2018年2月24日，当选为第十三届全国人大代表。2013年1月当选河北省政协副主席。2023年1月14日，再次当选河北省政协副主席。